# Khiliomódhi
Khiliomódhi (Chiliomodi) är en ort i Grekland.   Den ligger i prefekturen Nomós Korinthías och regionen Peloponnesos, i den sydöstra delen av landet, 80 km väster om huvudstaden Aten. Khiliomódhi ligger 342 meter över havet och antalet invånare är 1 699.
Terrängen runt Khiliomódhi är huvudsakligen kuperad, men den allra närmaste omgivningen är platt. Terrängen runt Khiliomódhi sluttar norrut.Runt Khiliomódhi är det ganska glesbefolkat, med 23 invånare per kvadratkilometer. Närmaste större samhälle är Korinth, 16,1 km norr om Khiliomódhi. 